# سجن مقاطعة فولتن
سجن مقاطعة فولتون (بالإنجليزية: Fulton County Jail)‏، المعروف أيضًا باسم رايس ستريت (بالإنجليزية: Rice Street)‏، هو سجن يقع في أتلانتا، جورجيا. تم بناؤه لاستيعاب ما يصل إلى 1125 سجينًا في عام 1989 ولكنه يضم الآن أكثر من 3000 سجين. وجدت وزارة العدل الأمريكية في عام 2024 أن الظروف في السجن كانت "غير إنسانية وعنيفة وخطيرة" بشكل غير دستوري.يضم سجن مقاطعة فولتون الأشخاص المحتجزين قبل المحاكمة والأشخاص المدانين والمحكوم عليهم. ويدير السجن مقاطعة فولتون.

## التاريخ
تم بناء سجن مقاطعة فولتون الأصلي في عام 1904 في شارع بريور في وسط مدينة أتلانتا بسعة 400 شخص.
تم بناء المنشأة الحالية في عام 1989 في 901 شارع رايس.
تم إيداع أحد سجان مقاطعة فولتون السابقين في السجن في عام 2012 بتهمة قبول رشاوى تزيد عن 26000 دولار لتوزيع المخدرات داخل السجن.
في سبتمبر/أيلول 2022، توفي السجين السيد لاشون تومسون البالغ من العمر 35 عامًا في زنزانته بعد ثلاثة أشهر من اعتقاله واحتجازه في انتظار المحاكمة بتهمة جنحة.
في سبتمبر 2022، توفي السجين السيد لاشون طومسون البالغ من العمر 35 عامًا في زنزانته بعد ثلاثة أشهر من اعتقاله واحتجازه قبل المحاكمة بتهمة جنحة. اعتُبر وفاته بسبب الإهمال وتم تعويض عائلته بمبلغ 4 ملايين دولار. طرد عمدة المقاطعة، باتريك لابات، ثلاثة سجانين بعد الفضيحة.
حظي السجن باهتمام إعلامي منذ التقاط صورة الرئيس السابق دونالد ترامب في 24 أغسطس 2023.
في نوفمبر 2024، أفادت وزارة العدل أن سجن مقاطعة فولتون انتهك الحقوق الدستورية والقانونية للسجناء، وأن السجناء كانوا عرضة لأذى خطير من الظروف في السجن. في ديسمبر 2024، تم رفع دعوى قضائية جماعية ضد الشريف باتريك لابات بشأن الظروف في السجن. يشمل المدعون في الدعوى المدعى عليهم من محاكمة واي إس إل ريكو، ويطلبون أمرًا قضائيًا يلزم الشريف بتحسين الظروف في السجن.

### في الثقافة الشعبية
تم تصوير الموسمين الثالث والرابع من المسلسل الوثائقي 60 يوما في [الإنجليزية] في سجن مقاطعة فولتون.

## سجناء بارزون
- فرانك دوبري، سارق متجر مجوهرات[16]
- هاريسون فلويد، مدير منظمة «أصوات سوداء من أجل ترامب»[17]
- سكارف فيس، مغني راب ومنتج تسجيلات[7]
- فيل سبيكتور، منتج تسجيلات[7]
- غوتشي مين، مغني راب ومدير تنفيذي للتسجيلات[7]
- كات ويليامز، ممثل كوميدي[7]
- واين وليامز، قاتل مدان[7]
- بلاي بوي كارتي، مغني راب[18]
- كينغ فون، مغني راب
- ليل دورك، مغني راب
- يونج ثاج، مغني راب

## وصلات خارجية
- صورة لسجن مقاطعة فولتون القديم في ثلاثينيات القرن العشرين